# Francesc Cambó

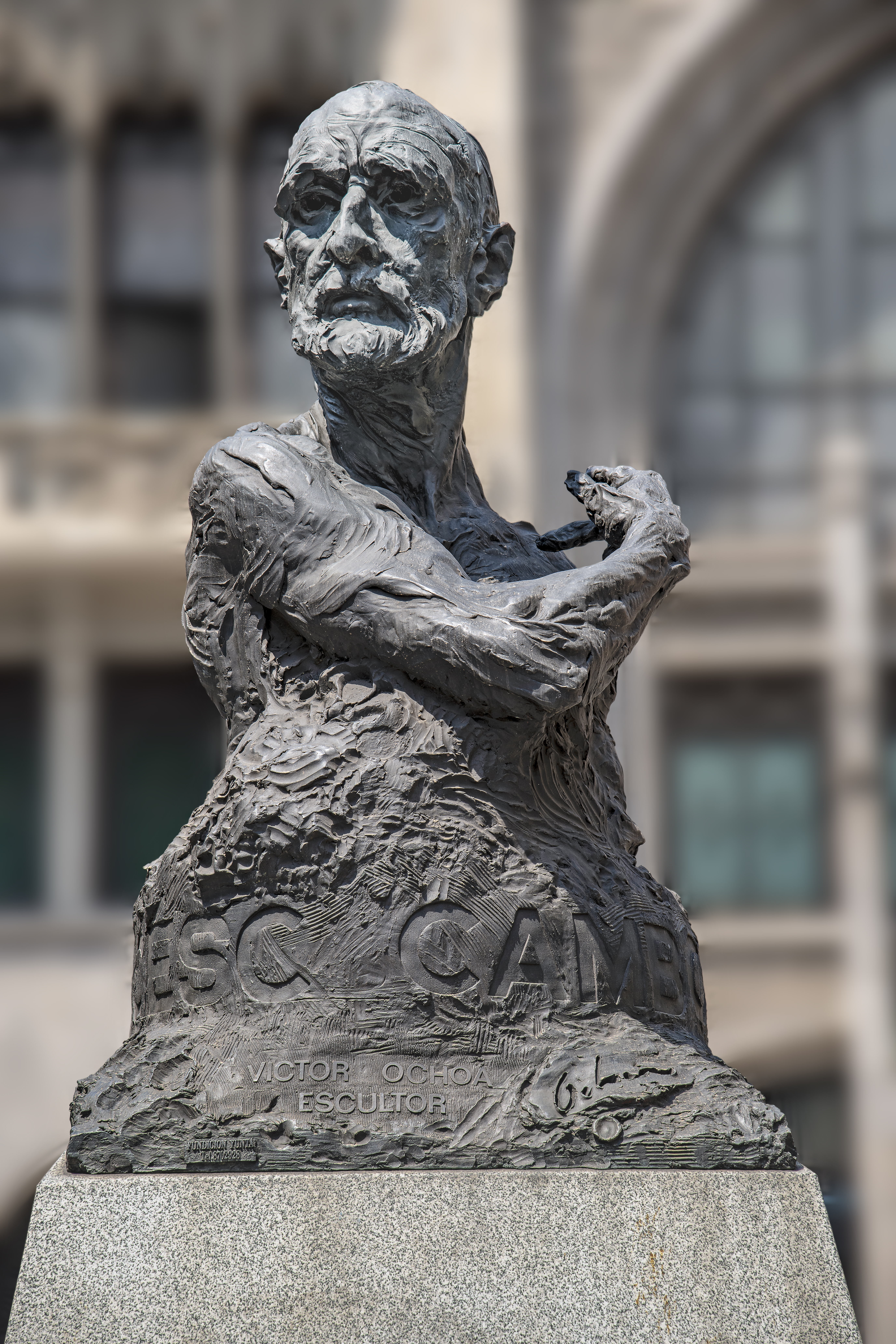
Francesc Cambó di Victor Ochoa

Francesc d'Assís Cambó i Batlle (pron. catalana: [fɾənˈsɛsk kəmˈbo]; Verges, 2 settembre 1876 – Buenos Aires, 30 aprile 1947) è stato un politico ed economista spagnolo, fondatore e leader della Lega Regionalista, e due volte ministro del governo spagnolo.

## Biografia
Francesc Cambó studiò diritto, filosofia e lettere all'Università di Barcellona, mecenate di numerosi artisti e di momenti culturali come la traduzione dei testi greci e latini in catalano.
Nel 1901 fondò la Lega Regionalista, un partito conservatore-monarchico, e venne eletto consigliere del comune di Barcellona. Venne eletto deputato al Parlamento spagnolo per Barcellona nel 1907, poi venne sconfitto nel 1910.
Cambó propose lo statuto dell'autonomia per risolvere il "problema catalano" ma dovette accettare la "Mancomunidad" come soluzione di compromesso.
Dopo la morte di Enric Prat de la Riba, divenne il principale esponente della Lega Regionalista.
Fu ministro di due governi spagnoli: dal 1918 al 1919 come Ministro dei Lavori Pubblici, e dal 1921 al 1922 come Ministro delle Finanze. In entrambe le occasioni presidente del governo era Antonio Maura.
Si ritirò dalla politica poco prima dell'inizio della dittatura di Miguel Primo de Rivera (1923), ritornandoci alla morte di quest'ultimo. Non riuscì però a farsi eleggere nel 1931, alla nascita della Seconda Repubblica Spagnola, e emigrò all'estero quando la Sinistra Repubblicana di Catalogna vinse le elezioni e formò la nuova autonomia catalana creando la Generalitat de Catalunya (2 agosto 1931).
Entrò un'altra volta in parlamento nel novembre 1933, ma non nel 1936.
All'inizio della Guerra Civile Spagnola, Cambó ripiegò all'estero. Inizialmente non era a favore della giunta militare che salì al potere, però temendo che venisse instaurata una repubblica di base socialista, sentì il bisogno di finanziare con un apporto cospicuo ai nazionalisti.
Dopo la guerra, Cambó visse in Svizzera, Stati Uniti e in Argentina dove finì i suoi giorni nel 1947.
Continuò ad appoggiare numerose attività artistiche e culturali tra cui la Fundacion Bernat Metge dal 1922.

## Opere
Noto come cultore di scienza delle finanze, Francesc Cambó fu autore di diversi opuscoli politici e di opere di argomento economico-bancario.
- Actuació regionalista (Barcellona 1915)
- Ordenación bancaria. Antecedentes y elementos para el estudio del problema bancario español (Madrid 1921)
- La crise économique anglaise (Parigi 1924)
- En torn del feixisme italià (Barcellona 1924; trad. ital., Il fascismo italiano, Milano 1925)
- Visions d'Orient (Barcellona 1924)
- La valoració de la pesseta (Barcellona 1929)
- Les dictadures (Barcellona 1929)
- Per la concordia (Barcellona 1930)